# 钼酸钕
钼酸钕是一种无机化合物，化学式为Nd2(MoO4)3。它可由氧化钕和三氧化钼在高温反应得到。或通过硝酸钕和(NH4)6Mo7O24反应，再将得到的沉淀高温处理制得。它和钼酸钠在高温反应可以得到NaNd(MoO4)2。它在350~700 °C和硫化氢反应，生成硫化钕和二硫化钼。在780~870 K，它可以被氢气还原为Nd2Mo3O9。